# 오시오역 (효고현)
오시오역(일본어: 大塩駅, おおしおえき)은 일본 효고현 히메지시에 있는 산요 전기철도 본선의 역이다. 역 번호는 SY 35이다.

## 역사
- 1923년 8월 19일: 고베히메지 전기철도의 개통과 동시에 설치.
- 1927년 4월 1일: 우지가와 전기에 의한 합병으로 본 회사의 역이 됨.
- 1930년 1월 15일: 상하 추월 설비 설치.
- 1933년 6월 6일: 우지가와 전기 철도 부문이 분리되어 산요 전기철도의 역이 됨.
- 1948년 3월 1일: 전후에 다시 설정된 급행 정차역이 됨(급행은 1984년에 설정 소멸).
- 1968년 4월 7일: 특급 정차역이 됨.
- 2013년
  - 2월 12일: 아라이 역 히메지 방향의 신코마에 건널목에서 한신 우메다 행 직통 특급이 트럭과 접촉하는 사고가 발생했다. 이로써, 다카사고 ~ 당역간 운행이 중단됨.
  - 2월 14일: 첫 차부터 정상 운행으로 돌아감.

## 역 구조
섬식 승강장 2면 4선의 지상역이다. 역사는 선로 북쪽 고베 방향에 있고, 각 승강장은 구내 건널목에서 연결된다.
하행 승강장의 길이는 한신・산요 차량 6량분 정도, 상행 승강장에 대해서는 5량분 정도이지만, 역 승강장의 고베・히메지 방향 모두 가까운 곳에 건널목 길이 있어 추가로 2 ~ 4번 선의 고베 방향으로 앞 구내 건널목이 하행 승강장에 접어들도록 설치되어 있어 정차 열차에 대해서는 다음과 같은 제약이 있다.
- 1번 선(하행 대피선)은 6량 편성까지 대응 가능
- 2번 선(하행 주본선)과 4번 선(상행 대피선)은 4량 편성까지 대응 가능
- 3번 선(상행 주본선)은 5량 편성까지 대응 가능

이런 변칙적인 구조로 되는 것은 과거에 과도한 플랫폼 연장 공사를 했기 때문에 3번 선에서 발착하는 상행 직통 특급 등 6량 편성의 열차는 최후미 차량(산요 차량 6호차・한신 차량 1호차)의 문이 열리지 않아 도어 컷을 실시하고 있다. 마찬가지로, 배선 상 1번 선이 대피선임에도 불구하고 하행 직통 특급과 특급은 1번 승강장 밖에 정차할 수 없다(완급 접속 때도 보통차가 2번 선에서 정차한다). 오시오 역 인근 선로 교체 구상이 있어, 역도 이전이 예정된 것부터 현행 역 시설에서 근본적인 개량은 예정되지 않았다.
역 남쪽에는 보수용 측선이 있다. 예전에는 이 측선에 화물 플랫폼이 병설되어 있었다.
1,2번 선에서 아카시 방면으로도 출발이 가능하며 실제로 2009년 3월 19일 이전에는 1번 선으로 되돌아가서 발차하는 당역 시발의 상행 열차(S특급)도 설정되어 있었다.
또한, 과거에 설정된 당역 정차 직통 특급과 산요 특급의 경우 1번 선 도착 후 히가시후타미 차고까지 다시 회송되었다.

### 승강장
| 1・2 | ■ 본선(하행) | 시카마・히메지・아보시 방면         |
| 3・4 | ■ 본선(상행) | 아카시・산노미야・오사카・교토 방면 |

## 역 주변
- 오시오텐만구
- 히가사야마 공원
- 야로수 자생지
- 오시오 우체국
- 요겐지
- 묘케이지
- 엔류지
- 사이코지
- 사이호지
- 기요카쓰지
- 묘센지
- 히메지 시립 오시오 초등학교
- 히메지 시립 다이테키 중학교
- 다카사고 시립 기타하마 초등학교
- 히메지 대학(옛, 겐메이 여자 학원 단기 대학)

## 인접역
| 산요 전기철도 ■ 본선                 | 산요 전기철도 ■ 본선 | 산요 전기철도 ■ 본선                 |
| ------------------------------------ | -------------------- | ------------------------------------ |
| SY 31 다카사고 우메다・니시다이 방면 | ■ 특급 ■ 직통특급    | 시카마 SY 40 산요히메지 방면         |
| SY 32 아라이 우메다・니시다이 방면   | ■ 직통특급(러시아워) | 시라하마노미야 SY 38 산요히메지 방면 |
| SY 34 산요소네 우메다・니시다이 방면 | ■ S특급 ■ 보통       | 마토가타 SY 36 산요히메지 방면       |